# Nephodia variolata
Nephodia variolata là một loài bướm đêm trong họ Geometridae.